# Линкей
Линкей в древногръцката митология може да бъде:
- син на Афарей и Арена. Брат на Идас. Двамата братя били участици в похода на аргонавтите. Взели участие и в Калидонския лов. Линкей бил кормчия на „Арго“ след смъртта на Тифис. Отличавал се с необикновена острота на зрението - можел да вижда под земята и през камъните. Бил убит от Полидевк.
- син на Египет и съпруг на данаидата Хипермнестра. Единствен от 50-те сина на Египет оцелял, благодарение на своята жена. Баща ѝ, Данай, раздал на 50-те си дъщери кинжали, за да убият съпрузите си, но тя единствена пощадила своя, защото ѝ запазил девствеността. (Аполодор, I, 8, 2)